# Wadi al-Khalil
 (juin 2024).
Wadi al-Khalil est un village de Bédouins du désert du Néguev, un des villages non reconnus par les autorités d’Israël.
La décision de détruire le village est prise en 2019 pour permettre l’extension de l’autoroute 6. Les habitants entament un recours en février 2023 devant la cour suprême d'Israël contre leur déplacement forcé à Umm al-Batin, où ils ne sont pas les bienvenus, mais il est rejeté le 31 décembre 2023.
Il est presque intégralement rasé le 8 mai 2024 par ordre du ministre israélien Itamar Ben-Gvir par des bulldozers escortés d’importantes forces de police, dont la Yoav. Ce jour-là, 350 Palestiniens citoyens d’Israël sont expulsés de leurs logements, sans préavis ni pouvoir emporter leurs biens. L’ONG Amnesty international souligne que ces habitants n’ont reçu aucune solution de relogement. Par désespoir, quelques habitants ont eux-mêmes mis le feu à leur maison avant qu’elles soient détruites par les bulldozers.
Selon Amnesty International, il s’agit de la pire destruction de village par Israël depuis celle de Al-Araqib en 2010, qui a depuis été rasé à 223 reprises.
Taleb al-Sana, ancien député de la Liste arabe unie à la Knesset, considère que cette destruction est une déclaration de guerre.